# John Abernethy (duchowny)
John Abernathy (ur. 19 października 1680, zm. 1 grudnia 1740) – prezbiter prezbiterii Antrim (w Irlandii Północnej) w latach 1703 - 1730. Z powodu nieuznania Wyznania Westminsterskiego w 1725 roku odłączył się wraz z podległymi mu parafiami od reszty Kościoła prezbiteriańskiego i utworzył Niepodpisujący się Prezbiteriański Kościół Irlandii.